# Rally Cataluña de 2006
El Rally Cataluña de 2006, oficialmente 42è Rally RACC Catalunya – Costa Daurada (Rallye de España), fue la edición 42.ª y la cuarta ronda de la temporada 2006 del Campeonato Mundial de Rally. Se celebró entre el 24 y 26 de marzo y contó con un total de dieciséis tramos de asfalto sumando un total de 346.43 km cronometrados.
El ganador fue Sébastien Loeb a bordo de un Citroën Xsara WRC que lograba su segunda victoria consecutiva en Cataluña. Segundo fue su compañero de equipo Dani Sordo que finalizó a 48 segundos y lograba su primer podio en el mundial. En tercera posición terminó Marcus Grönholm con un Ford Focus WRC. En la categoría junior vencía Martin Prokop, segundo Bernd Casier y tercero Kris Meeke, aunque la carrera estuvo empañada por la muerte del copiloto Jörg Bastuck que perdía la vida al ser arrollado por el Ford Fiesta de Barry Clark, mientras cambiaba una rueda de su Citroën C2 en pleno tramo.
Supuso además la última en el mundial para el francés Gilles Panizzi que corría en el equipo Red Bull Skoda y finalizó en décima posición. Panizzi había ganado en dos ocasiones el Rally Cataluña y tras la edición de 2006 no ha vuelto a participar en el mundial.

## Itinerario y ganadores
| Día        | Tramo | Hora  | Nombre                       | Distancia | Ganador         | Tiempo  | Vel. media | Líder rally     |
| ---------- | ----- | ----- | ---------------------------- | --------- | --------------- | ------- | ---------- | --------------- |
| 1 (24 mar) | SS1   | 08:05 | Querol 1                     | 25.43 km  | Marcus Grönholm | 13:36.7 | 112.1 km/h | Marcus Grönholm |
| 1 (24 mar) | SS2   | 08:53 | Montmell 1                   | 24.13 km  | Marcus Grönholm | 12:35.6 | 115.0 km/h | Marcus Grönholm |
| 1 (24 mar) | SS3   | 12:33 | Querol 2                     | 25.43 km  | Marcus Grönholm | 13:44.4 | 111.1 km/h | Marcus Grönholm |
| 1 (24 mar) | SS4   | 13:21 | Montmell 2                   | 24.13 km  | Sébastien Loeb  | 12:31.8 | 115.6 km/h | Marcus Grönholm |
| 1 (24 mar) | SS5   | 16:31 | Colldejou                    | 26.51 km  | Sébastien Loeb  | 15:42.1 | 101.3 km/h | Sébastien Loeb  |
| 1 (24 mar) | SS6   | 17:24 | Riudecaynes                  | 11.60 km  | Sébastien Loeb  | 7:45.3  | 89.8 km/h  | Sébastien Loeb  |
| 2 (25 mar) | SS7   | 07:50 | Duesaigues 1                 | 11.50 km  | Marcus Grönholm | 7:47.8  | 88.5 km/h  | Sébastien Loeb  |
| 2 (25 mar) | SS8   | 08:36 | Vilaplana 1                  | 28.32 km  | Marcus Grönholm | 16:36.4 | 102.4 km/h | Sébastien Loeb  |
| 2 (25 mar) | SS9   | 09:59 | Margalef - la Palma d´Ebre 1 | 15.85 km  | Sébastien Loeb  | 9:35.2  | 99.2 km/h  | Sébastien Loeb  |
| 2 (25 mar) | SS10  | 13:09 | Duesaigues 2                 | 11.50 km  | Dani Sordo      | 8:04.7  | 85.4 km/h  | Sébastien Loeb  |
| 2 (25 mar) | SS11  | 13:55 | Vilaplana 2                  | 28.32 km  | Marcus Grönholm | 16:44.7 | 101.5 km/h | Sébastien Loeb  |
| 2 (25 mar) | SS12  | 15:18 | Margalef - la Palma d´Ebre 2 | 15.85 km  | Sébastien Loeb  | 9:33.2  | 99.6 km/h  | Sébastien Loeb  |
| 3 (26 mar) | SS13  | 07:53 | el Lloar - la Figuera 1      | 22.43 km  | Marcus Grönholm | 12:41.5 | 106.0 km/h | Sébastien Loeb  |
| 3 (26 mar) | SS14  | 09:05 | Pratdip 1                    | 26.47 km  | Marcus Grönholm | 15:36.5 | 101.8 km/h | Sébastien Loeb  |
| 3 (26 mar) | SS15  | 11:56 | el Lloar - la Figuera 2      | 22.43 km  | Marcus Grönholm | 12:41.5 | 106.0 km/h | Sébastien Loeb  |
| 3 (26 mar) | SS16  | 13:08 | Pratdip 2                    | 26.47 km  | Marcus Grönholm | 15:40.6 | 101.4 km/h | Sébastien Loeb  |

## Clasificación final
| Pos.    | Piloto            | Copiloto               | Automóvil              | Tiempo    | Diferencia | Puntos |
| WRC     | WRC               | WRC                    | WRC                    | WRC       | WRC        | WRC    |
| ------- | ----------------- | ---------------------- | ---------------------- | --------- | ---------- | ------ |
| 1.      | Sébastien Loeb    | Daniel Elena           | Citroën Xsara WRC      | 3:22:01.7 | 0.0        | 10     |
| 2.      | Dani Sordo        | Marc Martí             | Citroën Xsara WRC      | 3:22:49.9 | +48.2      | 8      |
| 3.      | Marcus Grönholm   | Timo Rautiainen        | Ford Focus RS WRC 06   | 3:23:47.5 | +1:45.8    | 6      |
| 4.      | Alex Bengué       | Caroline Escudero      | Peugeot 307 WRC        | 3:24:03.6 | +2:01.9    | 5      |
| 5.      | Jan Kopecký       | Filip Schovánek        | Škoda Fabia WRC        | 3:24:58.9 | +2:57.2    | 4      |
| 6.      | François Duval    | Patrick Pivato         | Škoda Fabia WRC        | 3:25:39.5 | +3:37.8    | 3      |
| 7.      | Petter Solberg    | Phil Mills             | Subaru Impreza WRC2006 | 3:25:49.9 | +3:48.2    | 2      |
| 8.      | Stéphane Sarrazin | Stéphane Prévot        | Subaru Impreza WRC2006 | 3:26:38.1 | +4:36.4    | 1      |
| JWRC    |                   |                        |                        |           |            |        |
| 1.(17.) | Martin Prokop     | Jan Tománek            | Citroën C2 S1600       | 3:46:04.0 | 0.0        | 10     |
| 2.(18.) | Bernd Casier      | Frédéric Miclotte      | Renault Clio S1600     | 3:46:46.3 | +42.3      | 8      |
| 3.(19.) | Kris Meeke        | Glenn Patterson        | Citroën C2 S1600       | 3:47:09.4 | +1:05.4    | 6      |
| 4.(21.) | Jozef Béreš jun.  | Petr Starý             | Suzuki Ignis S1600     | 3:48:02.1 | +1:58.1    | 5      |
| 5.(24.) | Michał Kościuszko | Jarek Baran            | Suzuki Ignis S1600     | 3:50:34.6 | +4:30.6    | 4      |
| 6.(25.) | Conrad Rautenbach | David Senior           | Renault Clio S1600     | 3:50:53.1 | +4:49.1    | 3      |
| 7.(26.) | Fatih Kara        | Cem Bakançocukları     | Renault Clio S1600     | 3:52:00.3 | +5:56.3    | 2      |
| 8.(30.) | Brice Tirabassi   | Jacques-Julien Renucci | Citroën C2 S1600       | 3:54:45.4 | +8:41.4    | 1      |

## Campeonato
- Clasificación del campeonato tras la celebración del Rally Cataluña:[5]

| Pos | Driver            | MON | SWE | MEX | ESP | FRA | ARG | ITA | GRC | GER | FIN | JPN | CYP | TUR | AUS | NZL | GBR | Pts |
| --- | ----------------- | --- | --- | --- | --- | --- | --- | --- | --- | --- | --- | --- | --- | --- | --- | --- | --- | --- |
| 1   | Sébastien Loeb    | 2   | 2   | 1   | 1   |     |     |     |     |     |     |     |     |     |     |     |     | 36  |
| 2   | Marcus Grönholm   | 1   | 1   | 8   | 3   |     |     |     |     |     |     |     |     |     |     |     |     | 27  |
| 3   | Dani Sordo        | 8   | 16  | 4   | 2   |     |     |     |     |     |     |     |     |     |     |     |     | 14  |
| 4   | Manfred Stohl     | 4   | 18  | 3   | 12  |     |     |     |     |     |     |     |     |     |     |     |     | 11  |
| 5   | Petter Solberg    | Ret | Ret | 2   | 7   |     |     |     |     |     |     |     |     |     |     |     |     | 10  |
| 6   | Toni Gardemeister | 3   |     |     |     |     |     |     |     |     |     |     |     |     |     |     |     | 6   |
| 6   | Daniel Carlsson   |     | 3   |     |     |     |     |     |     |     |     |     |     |     |     |     |     | 6   |
| 8   | Gigi Galli        | Ret | 4   |     |     |     |     |     |     |     |     |     |     |     |     |     |     | 5   |
| 8   | Alex Bengué       |     |     |     | 4   |     |     |     |     |     |     |     |     |     |     |     |     | 5   |
| 8   | Stéphane Sarrazin | 5   |     |     | 8   |     |     |     |     |     |     |     |     |     |     |     |     | 5   |
| 8   | Henning Solberg   | Ret | 8   | 5   |     |     |     |     |     |     |     |     |     |     |     |     |     | 5   |
| 8   | Chris Atkinson    | 6   | 11  | 7   | 11  |     |     |     |     |     |     |     |     |     |     |     |     | 5   |
| 13  | Thomas Rådström   |     | 5   |     |     |     |     |     |     |     |     |     |     |     |     |     |     | 4   |
| 13  | Jan Kopecký       | 11  | 13  |     | 5   |     |     |     |     |     |     |     |     |     |     |     |     | 4   |
| 15  | Kosti Katajamäki  |     | 6   |     |     |     |     |     |     |     |     |     |     |     |     |     |     | 3   |
| 15  | Gareth MacHale    | 16  |     | 6   | Ret |     |     |     |     |     |     |     |     |     |     |     |     | 3   |
| 15  | François Duval    | Ret |     |     | 6   |     |     |     |     |     |     |     |     |     |     |     |     | 3   |
| 18  | Mikko Hirvonen    | 7   | 12  | 14  | 9   |     |     |     |     |     |     |     |     |     |     |     |     | 2   |
| 18  | Xavier Pons       | 9   | 7   | Ret | Ret |     |     |     |     |     |     |     |     |     |     |     |     | 2   |